# Dúngal Eilni mac Scandail
Dúngal Eilni mac Scandail (mort en 681) est le 13e roi du Dál nAraidi et des Cruithnes en Ulaid (Ulster) royaume régional d'Irlande]. Il accède à cette fonction peu avant 668. Il est le fils de  Scandal mac Bécce (646), un précédent souverain,.

## Contexte
AU VIe et au VIIe siècle le Dál nAraidi faisait partie d'une confédération de tribus Cruthines en Ulaid, un royaume régional d'Irlande, rt il en était la dynastie dominate. Dunga Eilni mac Scandail descendait d'une branche de cette famille implantée à Eilne, une plaine située entre les rivières Bann et Bush dans l'actuel Comté d'Antrim en Irlande du Nord. Il est désigné sous le nom de  « Roi des Cruithnes » dans les Annales.
En 681 Dúngal Eilni  et  Cenn Fáelad mac Suibne, chef du Cianachta Glenn Geimin, sont défaits par Máelduin mac Máele Fithrich († 681) du Cenél nEógain dans ce qui a été désigné sous le nom de « brûlerie des rois »  à  Dún Ceithirn dans la baronnie de Coleraine, dans l'actuel  Comté de Londonderry.

## Postérité
Dúngal laisse trois fils qui deviendront des chefs du Dál nAraidi
- Ailill mac Dúngaile Eilni († 690)
- Cú Chuarán mac Dúngail Eilni († 708) Cú Chuarán sera également roi d'Ulaid de 707 à 708[7]
- Fiachra Cossalach († 710), roi de Dál nAraidi et des Cruthines.

## Sources
- (en) Gearóid Mac Niocaill, Ireland before Vikings, Dublin, Gill & Macmillan, 1972 (ISBN 0-71710-558-X), p. 138 Rulers of Dál nAraide 625-792
- (en) Francis John Byrne, Irish Kings and High-Kings, Dublin, Courts Press History Classics, 2001 (ISBN 1-851-82-196-1), p. 287 Kings of Ulster (Cruthin) Table n°7.